# Ni Xialian
Ni Xialian (倪夏莲S, Ní XiàliánP; Shanghai, 4 luglio 1963) è una tennistavolista cinese naturalizzata lussemburghese.
Risiede con il marito, Tommy Danielsson, a Ettelbruck, nel Lussemburgo centrale. Ha rappresentato il Lussemburgo nelle competizioni internazionali dal 1991.

## Biografia
Ni iniziò a giocare a ping pong all'età di 7 anni e si è unita alla squadra nazionale cinese durante l'adolescenza.

## Carriera
Ni Xialian ottenne medaglie d'oro per la Cina ai Campionati mondiali di tennis da tavolo del 1983, dove gareggiò nella categoria a squadre e nel doppio misto. Si trasferì in Germania nel 1989 e, due anni dopo, si stabilì in Lussemburgo. Suo marito, Tommy Danielsson, è anche il suo allenatore e compagno di allenamento. Ni gareggiò poi alle Olimpiadi estive del 2008, raggiungendo il terzo round della competizione per singoli . In seguito, si è qualificata alle Olimpiadi estive 2012 nella competizione in singolo femminile . Perse 4–2 contro la sedicenne americana Ariel Hsing nel 2 ° turno dei Giochi di Londra.
Ha gareggiato per il Lussemburgo alle Olimpiadi estive 2016 di Rio de Janeiro nella competizione femminile in singolo, sebbene. perse 4–2 contro Feng Tianwei, di Singapore, al 3 ° turno. È stata la portabandiera del Lussemburgo durante la cerimonia di chiusura.
Quando si qualificò alle Olimpiadi estive del 2020 all'età di 58 anni, Ni divenne la più anziana giocatrice di ping pong olimpica.
Durante il Seamester 2017 ITTF World Tour Hybiome Austrian Open, l'atleta vinse la partita più lunga nella storia del tennis da tavolo, durata 1 ora, 32 minuti e 44 secondi, stabilendo un record mondiale.
Nel 2021, Ni, 58 anni, vinse la medaglia di bronzo nel doppio femminile per il Lussemburgo (LUX) ai Campionati mondiali di tennis da tavolo 2021 insieme a Sarah de Nutte . All'età di 60 anni si è classificata al 46º posto a livello mondiale.
Ha gareggiato nella disciplina del ping pong per la nazionale Lussemburghese alle Olimpiadi estive del 2024 a Parigi, dove ha anche ricoperto il ruolo di portabandiera del paese durante la cerimonia di apertura. Batté Sibel Altinkaya 4-2 al primo turno, ma perse 4-0 contro l'attuale numero 1 del mondo Sole Yingsha.
Ni Xialian è nota per essere una delle "atlete più amate" in Lussemburgo, paese in cui è stata premiata ben due volte come sportiva dell'anno.